# Phiên bản của sử thi Ramayana
Tùy vào phương pháp thống kê, mà đến chúng ta biết đến tồn tại khoảng 300 phiên bản của sử thi Ấn Độ Ramayana. Phiên bản cũ nhất được nói đến là bản tiếng Phạn thường được cho là sáng tác của tu sĩ Valmiki.
Sử thi Ramayana đã được phổ biến ra ngoài Ấn Độ, đến khắp các nước châu Á, gồm có Myanmar, Indonesia, Campuchia, Lào, Philippines, và Trung Quốc. Bản gốc Valmiki đã được biến đổi và dịch sang nhiều ngôn ngữ bản địa, mà thường được nhấn mạnh ít hay nhiều vào các nút thắt mở chuyện khác nhau hay các chủ đề thích ứng với văn hóa bản địa. Những biến đổi này trong các bản văn cổ bao gồm sử thi ra đời vào thế kỷ 12 viết bằng tiếng Tamil Ramavataram, sử thi Khơ-me Riêm Kê, phiên bản tiếng Java Kakawin Ramayana, bản tiếng Thái Ramakiên và tiếng Lào Phra Lak Phra Lam.
Chủ đề cốt lõi hiện diện trong bản Ramayana gốc rất xa lại với những gì được miêu tả trong phiên bản ở các ngôn ngữ khác; trong đó, các cốt truyện đã được miêu tả bằng nhiều cách thức đa dạng phù hợp với môi trường văn hóa nghệ thuật của địa phương, chẳng hạn như cách thức miêu tả hoặc diễn dịch Ramayana trong sân khấu múa Lkhaon của người Khơ me, trong các bài hát Mappila của người Hồi Giáo ở Kerala và Lakshadweep,, trong truyền thống kịch hát Ấn Độ Yakshagana, và trên các bức vẽ sử thi còn lại ngày nay, chẳng hạn trên tường của ngôi chùa hoàng gia Thái Lan Vát Phra Kẹo (Wat Phra Kaew). Tại Indonesia, truyền thuyết Ramayana xuất hiện trong các vở kịch hát, múa mặt nạ và rối bóng. Angkor Wat ở Siem Reap cũng có các cảnh trang trí trên tường rút ra từ sử thi này, ví dụ như miêu tả lại trận chiến Lanka ở bức tường phía ngoài.